# Миронець Іван Дмитрович
Миронець Іван Дмитрович (4 вересня 1900, Дубно — 28 грудня 1937 Миколаїв) — мовознавець, педагог та дослідник історії української літератури. Автор підручника «Техніка української мови» (1928). Народився в місті Дубно, навчався у Ніжинському інституті народної освіти. Вивчав діяльність М. М. Коцюбинського у Чернігові та був членом наукового товариства.
З 1935 року завідував кафедрою літератури Миколаївського інституту. У жовтні 1937 року заарештований, за вироком НКВС розстріляний.

## Життєпис
Іван Дмитрович народився 4 вересня 1900 р. в місті Дубно Волинської губернії (нині Рівненська область). У першій половині 20-х рр. XX ст. здобув вищу освіту в Ніжинському педагогічному інституті на літературному відділенні. Працював у Чернігові, а вже у 1925-1926 н.р. був аспірантом Ніжинського інституту по кафедрі літератури, досліджуючи творчість М. Коцюбинського. У 1928-1929 рр. він- серед науковців Київського відділення інституту Тараса Шевченка. У довіднику «Наука и научные работники СССР. Без Москвы и Ленинграда»(Л., 1928 р.) І. Д. Миронець називається як працівник науково- дослідницької кафедри, член Чернігівського наукового товариства, історик української літератури XIX-XX ст. Працюючи в київській філії Інституту Тараса Шевченка, він часто виступає на сторінках фахових часописів з науковими статтями та рецензіями. Серед його опублікованих наукових праць статті про Т. Шевченка, М. Коцюбинського, А. Тесленка, О. В. Шишацького- Ілліча, О. Плюща, рецензії на твори В. Стефаника, О. Слісаренка, А. Крушельницького. 1929 р. в серії «Популярні нариси про українських класиків» побачила світ книжка І. Миронця «Творчість В. Стефаника», у якій письменник постає як майстер психологічної прози.
Ще 1931 р. опублікована в журналі «Життя і революція» стаття «Биймо по своїх помилках (Порядком самокритики)» Івана Миронця засвідчує, що автор намагається порятуватися від закидів ідеологічних наглядачів, які приписують молодому досліднику «антимарксистські збочення». Після від'їзду до Кам'янець- Подільського інституту соціального виховання, він рік працює на посаді доцента. З 1932 по 1935 рр.- направляється на роботу доцентом до Дніпропетровського Педагогічного інституту. Наприкінці 1935 р. він починає работу в.о. професора літератури, завідувача кафедри літератури Миколаївського педагогічного інституту. Маючи гарну фахову підготовку, авторитет науковця, будучи гарним педагогом і лектором, він швидко здобув популярність і повагу колег, студентів та інтелігенції міста.
За прогресивні погляди в 1936 р. І. Д. Миронець був знятий з посади завідувача кафедри літератури, а в жовтні 1937 р. відбувся його арешт у сфабрикованій справі «як активного учасника контрреволюційної терористичної організації», до якої він ніби був залучений ще в 1931 р.
28 грудня 1937 р. І. Д. Миронця було розстріляно. У 1958 р. його було реабілітовано.